# Neznalost zákona neomlouvá
Neznalost zákona neomlouvá je jedním ze základních právních principů moderního práva vycházející už ze starého římského práva. Latinské sousloví Ignorantia juris non excusat se doslova překládá jako neznalost práva neomlouvá, avšak v odborné literatuře i právním diskurzu se lze setkat spíše s principem neznalost zákona neomlouvá. Neznalost zákona, tedy např. nevědomost o následcích trestného činu nebo o trestném činu samotném, není polehčující okolností svědčící o nevině a princip neznalost zákona neomlouvá tedy odkazuje k přijetí odpovědnosti za svoje skutky a činy.
Mezi principy moderního práva se kromě neznalost práva neomlouvá řadí také princip rovnost před zákonem, princip legitimního očekávání nebo princip předvídatelnosti práva.

## Seznámení se s právem a znalost zákona
Každý občan má ústavně zaručené právo na přehledné a srozumitelné právo a povinnost právo znát. Prakticky je ovšem tato povinnost nesplnitelná, vzhledem k množství zákonů a jejich náročnosti, navíc přístup k přehlednému a srozumitelnému právu také laické veřejnosti je i přes moderní informační technologie obtížný.
Vyhlášení právního předpisu předem stanoveným způsobem je nutnou podmínkou jeho platnosti a dochází k tomu jeho publikací (promulgace). Mezi vyhlášením zákona a jeho účinností je vyhraněn určitý čas (legisvakanční lhůta), během kterého má každý možnost i povinnost se s právním předpisem seznámit, aby mohlo být ze strany státu oprávněně požadováno dodržování zásady ignorantia legis non excusat (neznalost zákona neomlouvá).
Lon L. Fuller ve své Morálce práva přikládá zveřejňování nebo alespoň zpřístupňování zákonů zásadní důležitost, vzhledem k tomu, že povinností každého občana by měl být zájem o platné právo. Seznámení se se všemi platnými zákony je ale značně problematické, prakticky téměř nemožné, a ani u osob s právnickým vzděláním nelze předpokládat úplnou znalost právního řádu. Přesto se lidé v zásadě ve většině případů ve svém každodenním životě chovají podle práva. Je tomu tak proto, že občané mají alespoň určité povědomí práva, které jim je vštěpování prostřednictvím jiných neprávních normativních systémů, zejména požadavkům morálních norem a zásad.

## Právní vědomí
Právní vědomí je především vědomí existence práva, aniž by to nutně musela být znalost práva. V kontinentálním právu je z hlediska právního vědomí věnována velká pozornost zákonu jako základnímu pramenu práva, principu legality, právního státu a zákazu retroaktivity.
Zásada retroaktivity souvisí se znalostí práva jako součástí právního vědomí a se zásadou neznalost zákona neomlouvá.
Je možné rozlišovat dvě úrovně právní znalosti:
1. vědomí práva, které zahrnuje to, zda si je právní subjekt vědom, že určité chování je právně upraveno,
2. právní informovanost, která zahrnuje faktickou obeznámenost a míru srozumění s právem.

Tyto dvě úrovně právní znalosti na sobě nemusí být závislé. Příkladem může být situace, kdy si je právní subjekt dobře vědom, že určité chování je právně regulováno, ale o samotném obsahu právní normy může mít velmi omezené nebo zcela mylné znalosti. Může ale nastat i situace, kdy má právní subjekt přesnou představu, jak se chovat v konkrétních situacích chovat, aniž by si však byl vědom toho, zda, případně jak, je chování v dané situaci právně upraveno.

## Vysvětlení principu
Laicky řečeno tedy tento princip znamená, že pokud se člověk dopustí jakéhokoli protiprávního jednání, není možné se vymlouvat, že nevěděl, že tak jedná. Povinností každého občana je seznámit se se zněním všech legislativních zákonů a porozumět jim. Jednání, které je v nesouladu se zněním zákonů, je protiprávní, a dle principu neznalost zákona (práva) neomlouvá za provedený trestný čin v nevědomosti bude potrestán úplně stejně jako v případě vědomého či plánovaného trestného činu. Na neznalost se tedy nedá dovolat.
V povědomí o tom, co je protizákonné jednání a co není, může napovídat instinkt a morálka. Činy, které jsou v daném společensko-kulturním kontextu považovány za nemorální, bývají právě většinou upraveny zákonem.
Existují ale situace, kdy člověk porušuje zákon, a opravdu si toho není vědom. K trestnému činu v nevědomosti může dojít například tím, že si člověk důkladně nepřečtete smlouvu, kterou podepisuje, a následně může být trestně stíhán za něco, co přislíbil udělat či nedělat. To, že si člověk řádně nepřečetl smlouvu, ale bylo jeho rozhodnutí, přestože měl povinnost se s jejím zněním před podepsáním seznámit, a i v tomto případě je uplatňován princip neznalost zákona neomlouvá, a trestního řízení je tedy oprávněné.